# D4
『D4』（ディーフォー）は、2006年4月7日（4月6日深夜）から2007年3月30日（3月29日深夜）まで中京テレビで放送されていた情報バラエティ番組である。実際のタイトルロゴには「1SEG INFOTAINMENT SHOP」が副題として添えられていたが、番組表上では常に「D4」とだけ表記されていた。

## 概要
伊藤千晃と尾原秀三が司会を務めていた深夜番組である。2人は架空の店「D4」のカリスマ店員と店長という設定で出演していた。
番組は、毎回2組のゲストからお薦めの曲や名古屋で行きつけにしている飲食店を聞き出す「レコメン」のコーナーと、同じブティックに勤める2人の販売員に同じファッションアイテムを使ってのコーディネートで勝負してもらう「千晃のファッションファイター」のコーナーによって構成されていた。また、番組放送開始前までは単独番組だった『ウキ→ビジュ』も内包していた。各種情報の提供には番組連動データ放送を活用し、番組公式サイト上で「ワンセグ放送の機能を最大限に活かした新形態の情報番組」と銘打っていた。
番組は1年で同タイトルでの放送を終了し、「千晃のファッションファイター」をメインに据えた15分番組『F2C』へとリニューアルした。このリニューアルによって内包番組『ウキ→ビジュ』は分離され、再び単独番組として放送されるようになった。なお、最終回は「尾原さんだけ卒業スペシャル」と題して放送されたが、実際には尾原はその後も降板することなく、引き続き『F2C』に出演していた。

## 放送時間
いずれも日本標準時、基本時間のみを掲載。
- 金曜 0:20 - 0:50 （木曜深夜：2006年4月7日 - 2006年9月29日）
- 金曜 0:26 - 0:56 （木曜深夜：2006年10月6日 - 2007年3月30日）

## 出演者

### 司会
- 伊藤千晃（元AAA）
- 尾原秀三（当時中京テレビアナウンサー）

### ナレーター
- YO!YO!YOSUKE （ZIP-FMミュージック・ナビゲーター）